# 李守正 (元朝)
李守正（？—1222年）北京路义州（今辽宁义县）人，金朝末年、元朝初年政治人物。李守贤的弟弟，李伯溫的从弟，《元史》误作李守贤的曾孙、李彀之孙、李伯温之子。
1215年（金宣宗贞祐三年、元太祖十年），与兄李庭植等降蒙古木华黎，以质子的身份留在木华黎处。后来担任知平阳府（治今山西临汾市）事、河东南路兵马都元帅。1220年，金朝上党公张开、晋阳公郭文振攻汾州（今山西汾阳市），他率兵救援，用计使敌退却解围。又擒叛将杨铁枪。金朝经略使轩成据隰州（今山西隰县），他率兵击走占据隰州的轩成，负伤。在回击进攻平阳的金将完颜合达时，因足伤疮甚，战死。